# Климов, Алексей Владимирович (дипломат)
Алексе́й Влади́мирович Кли́мов (род. 6 мая 1959) — российский дипломат. Чрезвычайный и полномочный посол (2023).

## Биография
Окончил Московский государственный институт международных отношений (МГИМО) МИД СССР (1981). Владеет английским и французским языками. На дипломатической работе с 1981 года.
В 2001—2002 годах — старший советник Консульского департамента МИД России.
В 2002—2005 годах — начальник отдела в Консульском департаменте МИД России.
С июня 2005 по апрель 2023 года — заместитель директора Консульского департамента МИД России.
С 6 апреля 2023 года — директор Консульского департамента МИД России.
С 16 апреля 2024 года — член коллегии МИД России.

## Дипломатический ранг
- Чрезвычайный и полномочный посланник 2 класса (24 января 2008)[2].
- Чрезвычайный и полномочный посланник 1 класса (13 июня 2018)[3].
- Чрезвычайный и полномочный посол (8 ноября 2023)[4].

## Награды
- Благодарность президента Российской Федерации (11 января 2008) — за активное участие в организации работы по выдвижению города Сочи в качестве города кандидата на проведение XXII зимних Олимпийских игр и XI Параолимпийских игр 2014 года[5].